# Zbiroh
Zbiroh település Csehországban, Rokycanyi járásban. Zbiroh Ostrovec-Lhotka, Plískov, Terešov, Sirá, Týček, Drahoňův Újezd, Líšná, Cekov, Kařez és Cerhovice településekkel határos. Lakosainak száma 2527 fő (2024. január 1.).

## Népesség
A település lakosságának változását az alábbi diagram mutatja:
| Lakosok száma | 2577 | 2212 | 2082 | 2220 | 2560 | 2567 | 2491 | 2500 | 2420 | 2527 |
|               | 1869 | 1900 | 1921 | 1961 | 1980 | 2011 | 2016 | 2019 | 2021 | 2024 |